# Le Coliseum
Le Coliseum est une salle de cinéma de Bruxelles, qui était située au n°17 de la rue des Fripiers. 

## Historique
L'ouverture du Coliseum est forcée par les Allemands (sans l'aval du propriétaire) en décembre 1917. Elle ferme ainsi que toutes les salles bruxelloises en janvier 1918. Son ouverture officielle a finalement lieu en septembre 1919. C'est la Paramount qui y distribuait ses films en exclusivité.
La salle ferme ses portes en 1948 pour faire place à la Galerie du Centre (pose de la première pierre en 1952), qui héberge alors une nouvelles salle : L'Aventure